# Golpe de Estado en Venezuela de 1958
El golpe de Estado del 23 de enero de 1958 fue un golpe de Estado en Venezuela por medio del cual se puso fin a la presidencia del general Marcos Pérez Jiménez, quien se vio forzado a abandonar el país con rumbo a República Dominicana a bordo del entonces avión presidencial denominado como 
La Vaca Sagrada para ser más tarde, protegido por el dictador dominicano Rafael Leónidas Trujillo.
Después del derrocamiento de Pérez Jiménez, se estableció en Venezuela un gobierno de transición bajo el primer almirante Wolfgang Larrazábal.

## Antecedentes

### Plebiscito de 1957
En diciembre de 1957 se realizó un plebiscito para prorrogar el mandato de Marcos Pérez Jiménez para solidificar su régimen y legitimar las fuerzas armadas.  

### Alzamiento del 1 de enero

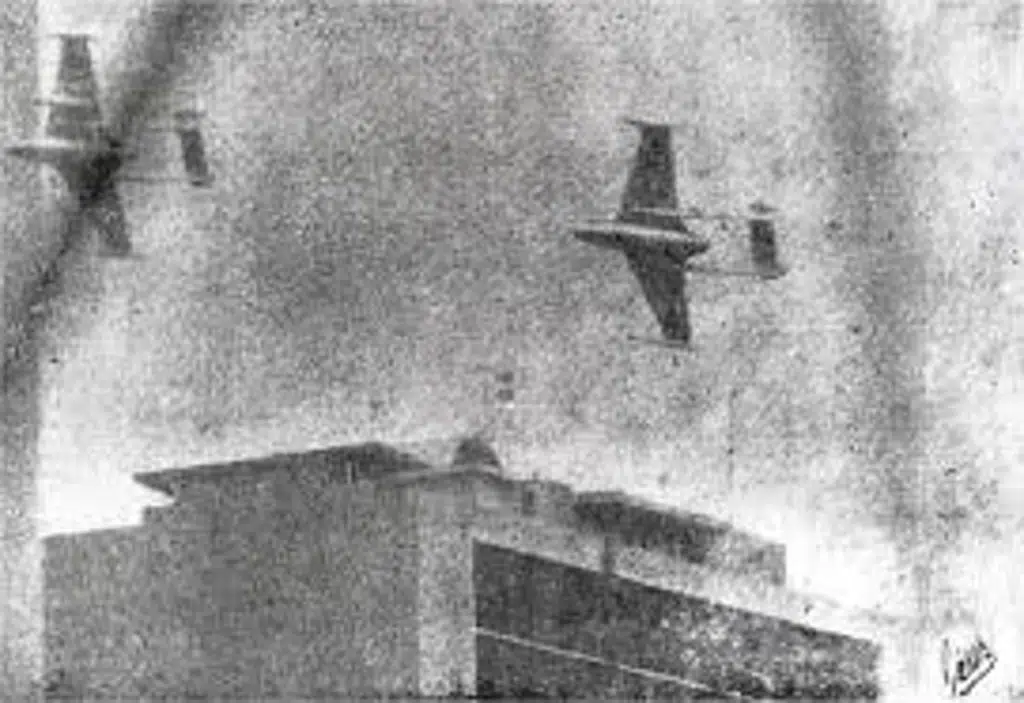
Aviones Havilland DH.100 Vampire de la Fuerza Aérea volando sobre las torres de El Silencio el 1 de enero de 1958.

El primero de enero de 1958 se produjo el primer intento de rebelión militar contra Marcos Pérez Jiménez, un movimiento encabezado por el coronel Hugo Trejo contó con la participación de un buen número de oficiales de la guarnición de Caracas y de Maracay, principalmente de la Fuerza Aérea. Este levantamiento militar fracasó y sus principales dirigentes fueron detenidos por el gobierno.
El 9 de enero estalla un alzamiento de oficiales de la Marina en La Guaira cuando zarpan 5 destructores de la flota para colocarlos frente al puerto. La acción fue dominada por el general Rómulo Fernández al negociar con los sublevados ciertas garantías para la Armada.
La crisis interna de la dictadura se hizo cada día más grave, que resultó en 2 cambios de gabinete sucesivos el 10 y el 13 de enero de 1958 en los cuales Pedro Estrada y Lauraeno Vallenilla-Lanz Planchart fueron destituidos de sus cargos, perdiendo así Pérez Jiménez a 2 de sus más importantes aliados durante su gobierno.

### Protestas

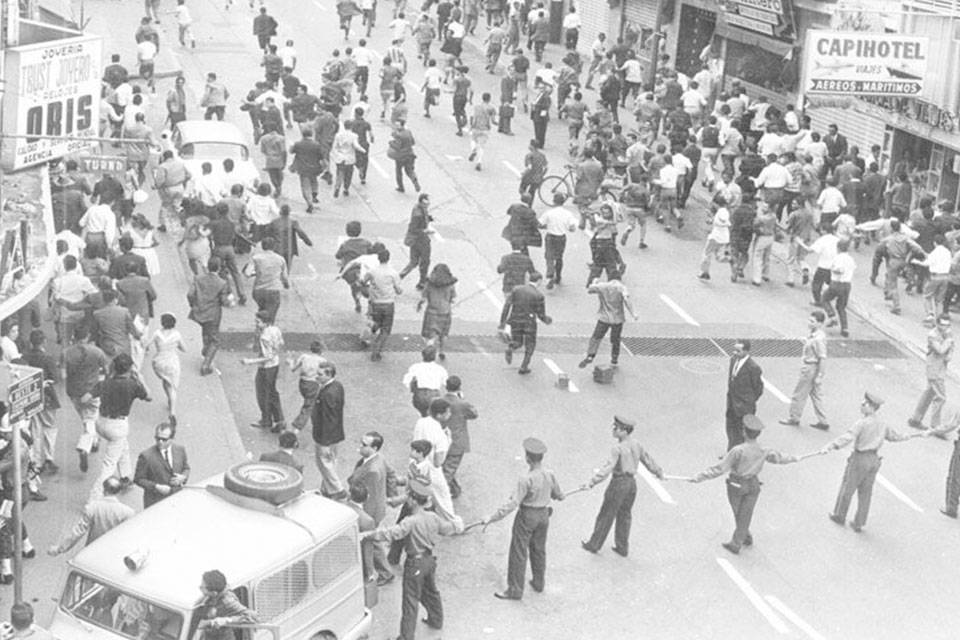
Protestas en contra de Marcos Pérez Jiménez del 21 de noviembre de 1957 en Venezuela.

La primera manifestación abierta contra el régimen se produjo el 27 de marzo de 1957, en una representación del Retrato de Lincoln de Aaron Copland dirigida por el compositor. La actriz Juana Sujo leyó el texto traducido al español en presencia de Marcos Pérez Jiménez. Cerca de la conclusión, como Sujo citó del Discurso de Gettysburg, la audiencia la vitoreó y comenzó a gritar contra el presidente con tanta fuerza que Copland no pudo escuchar la música. Un oficial del servicio exterior estadounidense le dijo a Copland que su Retrato de Lincoln tal como lo leyó Sujo había, en efecto, iniciado la revolución.
Se produjeron nuevos brotes insurreccionales en las fuerzas armadas y el movimiento popular se manifestó con más vigor en la lucha contra el dictador. iba en ascenso; densos sectores sociales se incorporaban activamente a la lucha: intelectuales, médicos, abogados, profesores y el Colegio de Ingenieros de Venezuela, suscriben manifiestos de denuncia contra el régimen. Esto significaba pérdida de prestigio en la institución armada que aparecía comprometida de hecho con los desmanes del régimen. En las calles sucedían manifestaciones y motines.

## Eventos

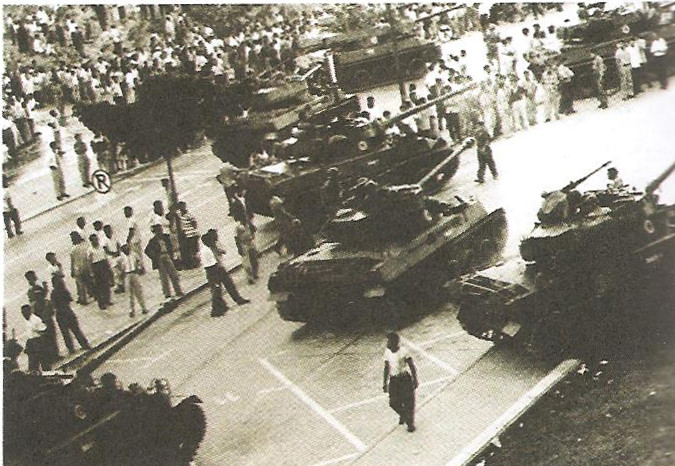
Tanques el 23 de enero de 1958.

A mediados de enero la Junta Patriótica llamó a la huelga general para el día 21. El 21 de enero comienza la huelga de prensa y horas después de ésta, la huelga general convocada por la Junta Patriótica. El paro se cumplió a cabalidad y en muchos sitios de Caracas se produjeron enfrentamientos con las fuerzas del gobierno.  
El 22 se reúnen altos jefes militares en la Academia Militar para considerar la situación. Sus deliberaciones concluyen formando una Junta Militar de Gobierno que pide la renuncia a Pérez Jiménez. En la noche del día 22, la Marina de Guerra y la Guarnición de Caracas se pronunciaron contra la dictadura; y Pérez Jiménez, privado de todo apoyo en las Fuerzas Armadas, huyó en la madrugada del 23 de enero desde el Aeropuerto La Carlota, rumbo a Santo Domingo.

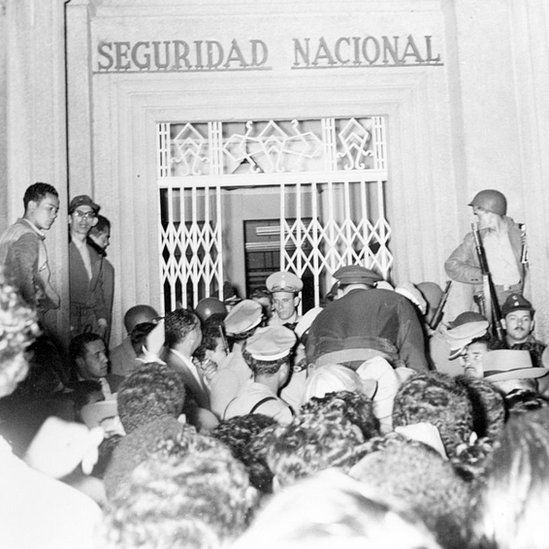
Protestas en la sede de la Dirección de Seguridad Nacional.

Los manifestantes atacaron las sedes del periódico oficialista El Heraldo y de la Dirección de Seguridad Nacional en la cual muchos de sus funcionarios fueron linchados o encerrados en la Cárcel Modelo de Caracas. Al mismo tiempo las casas de Marcos Pérez Jiménez, Laureano Vallenilla-Lanz Planchart y Luis Llovera Páez son saqueadas. Los prisioneros políticos de la cárcel de El Obispo fueron liberados.
En pocas horas el Palacio de Miraflores se convirtió en el lugar de reunión de los rebeldes y muchos líderes políticos, quienes procedieron a nombrar una Junta Provisional de Gobierno que reemplazó al régimen derrocado. La Junta constituyó a Wolfgang Larrazábal, comandante general de la Armada, como presidente junto con Luis Carlos Araque, Pedro José Quevedo (1912-2008), Roberto Casanova (1909-1984) y Abel Romero Villate (1913-1997). En la madrugada del 23 de enero, los venezolanos celebraron la caída de Pérez Jiménez, mientras protestaban por la presencia de miembros de la Junta de Gobierno del perezjimenismo, incluido Romero Casanova Villate, quienes finalmente se vieron obligados a renunciar y luego fueron reemplazados el 24 de enero por los empresarios Eugenio Mendoza Goiticoa y Blas Lamberti (1921-1988).

## Consecuencias

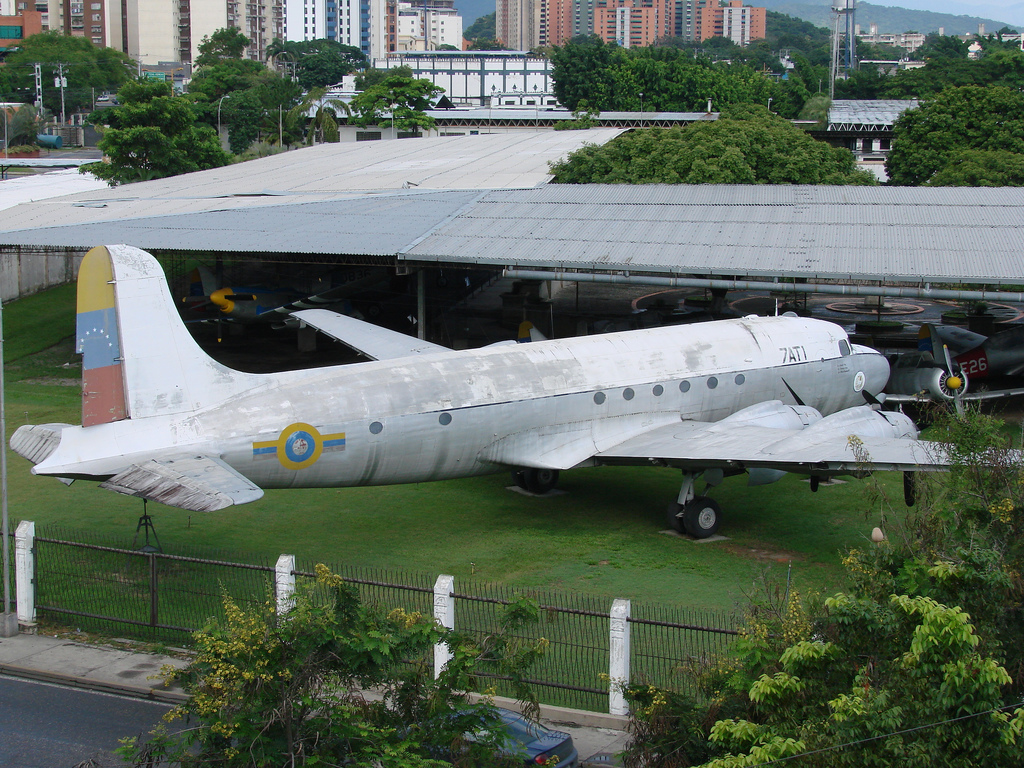
La Vaca Sagrada, el avión presidencial en el que Pérez Jiménez huyó a República Dominicana

En lugar de Pérez Jiménez tomaba el poder una Junta presidida por el contraalmirante Wolfgang Larrazábal. Pérez Jiménez huyó hacia República Dominicana, para posteriormente trasladarse a Estados Unidos y finalmente asilarse en España junto con su familia, protegido y mantenido por Francisco Franco. Falleció en Alcobendas el 20 de septiembre de 2001.
Para facilitar el trabajo de la Junta de Gobierno y el restablecimiento de la democracia en Venezuela, se constituyó un gabinete interino integrado por abogados, empresarios y ejecutivos y el coronel Jesús María Castro León del Ministerio de Defensa. Posteriormente, la Junta de Gobierno convocó a elecciones para diciembre de ese año, liberó a los presos políticos de todo el país, ampliando el Consejo Patriótico con representantes de los sectores independientes, nombrando como presidente al periodista Fabricio Ojeda. También inició el proceso de castigo de los exiliados perejimenistas que regresaban.
Al ser derrocada la dictadura de Marcos Pérez Jiménez se asilaron en varias Embajadas y Legaciones con sede en Caracas más de sesenta venezolanos, entre ellos exministros, otros funcionarios y algunos extranjeros. La Cancillería, en cumplimiento de instrucciones de la Junta de Gobierno, expidió los correspondientes salvoconductos para que los asilados pudieran abandonar el país, y en esa forma viajaron al exterior 76 personas.

## Legado
- En Cabimas, Estado Zulia, se nombró al Barrio 23 de Enero debido a este evento.
- La Urbanización 2 de Diciembre de Caracas construida durante la dictadura de Marcos Pérez Jiménez fue renombrada Parroquia 23 de Enero durante el segundo gobierno de Rómulo Betancourt durante el primer aniversario de la caída de Pérez Jiménez.[9]